# Zbenitzes
Zbenitzes (em grego medieval: Ζβηνίτζης; romaniz.: Zbenitzes; em búlgaro: Звиница; romaniz.: Zvinica) era o segundo filho do canasubigi Omurtague da Bulgária (r. 815–831). Depois que seu irmão mais velho, Enravota, foi deserdado por ter se convertido ao cristianismo, Zbenitzes se tornou o herdeiro aparente. Porém, ele morreu jovem e o trono acabou passando para o seu irmão, Malamir (r. 831–836). Zbenitzes teve um filho, Presiano I, que assumiu o trono depois da morte de Malamir.